# Sándor Garay
Sándor Garay (* 4. Februar 1920 in Budapest; † 7. Februar 2006 ebd.) war ein ungarischer Mittel- und Langstreckenläufer.
Über 1500 Meter wurde er bei den Europameisterschaften 1946 in Oslo Fünfter und bei den Olympischen Spielen 1948 in London Siebter. 1949 siegte er bei den Weltfestspielen der Jugend und Studenten, und 1952 schied er bei den Olympischen Spielen in Helsinki im Vorlauf aus.
Bei den Europameisterschaften 1954 in Bern wurde er über 5000 Meter Neunter.
Achtmal wurde er Ungarischer Meister über 1500 Meter (1944–1950, 1952) sowie je dreimal über 800 Meter (1946–1948) und 5000 Meter (1945, 1946, 1952).

## Persönliche Bestzeiten
- 1500 m: 3:48,2 min, 1952
- 5000 m: 14:13,4 min, 16. Mai 1954, Budapest